# Clifford Ashley
Clifford Warren Ashley (18 de Dezembro de 1881 – 18 de Setembro de 1947) foi um autor, marinheiro e artista norte-americano. É conhecido principalmente pelo Livro Ashley de Nós, um manual de referência enciclopédica com instruções de confecção e ilustrações para milhares de nós. Inventou o nó terminador de Ashley. Ashley também é o autor de The Yankee Whaler, um estudo sobre caçadores de baleias na Nova Inglaterra no final do século XVIII e início do XIX.

## Biografia
Nasceu em New Bedford, Massachusetts e morreu em Westport, Massachusetts.